# Râpa, Gorj
Râpa este un sat ce aparține municipiului Motru din județul Gorj, Oltenia, România.
 Acest articol despre o localitate din județul Gorj este deocamdată un ciot. Puteți ajuta Wikipedia prin completarea lui.